# アントン・フォン・ホーベルク＝ブーフヴァルト
アントン・フォン・ホーベルク・ウント・ブーフヴァルト男爵（Anton Freiherr von Hohberg und Buchwald、1885年9月21日‐1934年7月2日）は、ドイツの貴族、政治活動家。国家社会主義ドイツ労働者党（ナチス党）の親衛隊隊員。爵位は男爵（Freiherr）。 

## 略歴
ドイツ帝国の領邦メクレンブルク＝シュヴェリーン大公国のヴィスマール出身。ドイツ帝国陸軍に騎兵将校として奉職した。1909年にはプロイセン王国内相兼蔵相のゲオルク・フォン・ラインバーベンの娘と結婚するが、1912年に離婚した。1914年の第一次世界大戦では騎兵大尉（Rittmeister）として従軍。敗戦後、連合国により大幅に人員制限されたヴァイマル共和国軍に残ることができず、東プロイセンのプロイシッシュ・アイラウ近郊、ドゥルツェン（Dulzen）の所領に戻り、農場経営に従事する。1930年ごろに国家社会主義ドイツ労働者党（ナチス党）に入党し、一時は東プロイセンの親衛隊指導者エーリヒ・フォン・デム・バッハ＝ツェレウスキーの幕僚を務めたが、同じ貴族出身でありながら2人はそりが合わず、個人的な確執を抱えることとなった。
1934年5月14日、親衛隊上級地区騎兵指導者（SS–Oberabschnittsreiterführer）の職を解任され、翌月に発生した長いナイフの夜の際、おそらくは7月2日に、バッハ＝ツェレウスキーの部下たちの手によってドゥルツェンの自宅で射殺された。ホーベルグはこの粛清事件の中で殺された数少ない親衛隊員であり、おそらくは最高位の1人であった。
戦後にバッハ＝ツェレウスキーはアントン殺害の件で起訴され、1961年2月に懲役4年6か月の判決を受けている。